# Friedrich Reinitzer
Friedrich Richard Reinitzer (27. února 1857 Praha-Malá Strana – 16. února 1927 Graz) byl česko-rakouský botanik a chemik. Objevil tekuté krystaly. Objev dlouho nevyvolával zájem, ale v roce 1965 byl na bázi tekutých krystalů vyroben první displej a pozapomenutý Reinitzer došel uznání.

## Život
Vystudoval chemii na německé části pražské techniky. V roce 1883 habilitoval. Poté na škole učil, v pozici tzv. soukromého docenta. V letech 1888-1901 byl profesorem na Karlově univerzitě. Poté odešel do Štýrského Hradce, kde na zdejší univerzitě dokonce v letech 1909-1910 zastával post rektora.
Tekuté krystaly objevil ještě v Praze, krátce po přestupu na Karlovu univerzitu. Na počátku objevu byl výzkum cholesterolu. Nejenže při něm určil správný sumární vzorec cholesterolu (C27H46O), ale aby vyjasnil chemickou podstatu látek cholesterolového typu, pozoroval mezomorfní fáze cholesterolacetátu a cholesterobenzoátu pod mikroskopem. Krystalické změny, které objevil, ho překvapily. Nebyl si jistý, jak objev interpretovat a požádal o pomoc profesora fyziky na univerzitě v Aachenu Otto Lehmanna. Ten navrhl pojem kapalné (či tekuté) krystaly.